# Brigade
Brigade es el décimo álbum de estudio de la banda estadounidense Heart. Fue lanzado en 1990, y contiene el éxito radial «All I Wanna Do Is Make Love to You». and reached No. 3 on the U.S. Billboard 200

## Lista de canciones
1. Wild Child – 4:31
2. All I Wanna Do Is Make Love to You – 4:14
3. Secret - 4:10
4. Tall, Dark Handsome Stranger – 4:04
5. I Didn't Want to Need You – 4:10
6. The Night – 4:54
7. Fallen from Grace – 4:07
8. Under the Sky – 2:53
9. Cruel Nights – 4:04
10. Stranded – 3:59
11. Call of the Wild – 4:06
12. I Want Your World to Turn – 4:36
13. I Love You – 3:48

## Créditos
- Ann Wilson - voz, flauta
- Nancy Wilson - voz, guitarra
- Howard Leese - guitarra
- Denny Carmassi - batería
- Mark Andes - bajo